# یواس‌ان‌اس فرد سی آینسورث (تی-ای‌پی-۱۸۱)
یواس‌ان‌اس فرد سی آینسورث (تی-ای‌پی-۱۸۱) (به انگلیسی: USNS Fred C. Ainsworth (T-AP-181)) یک کشتی بود که طول آن 489 ft بود. این کشتی در سال ۱۹۴۳ ساخته شد.